# MAPE

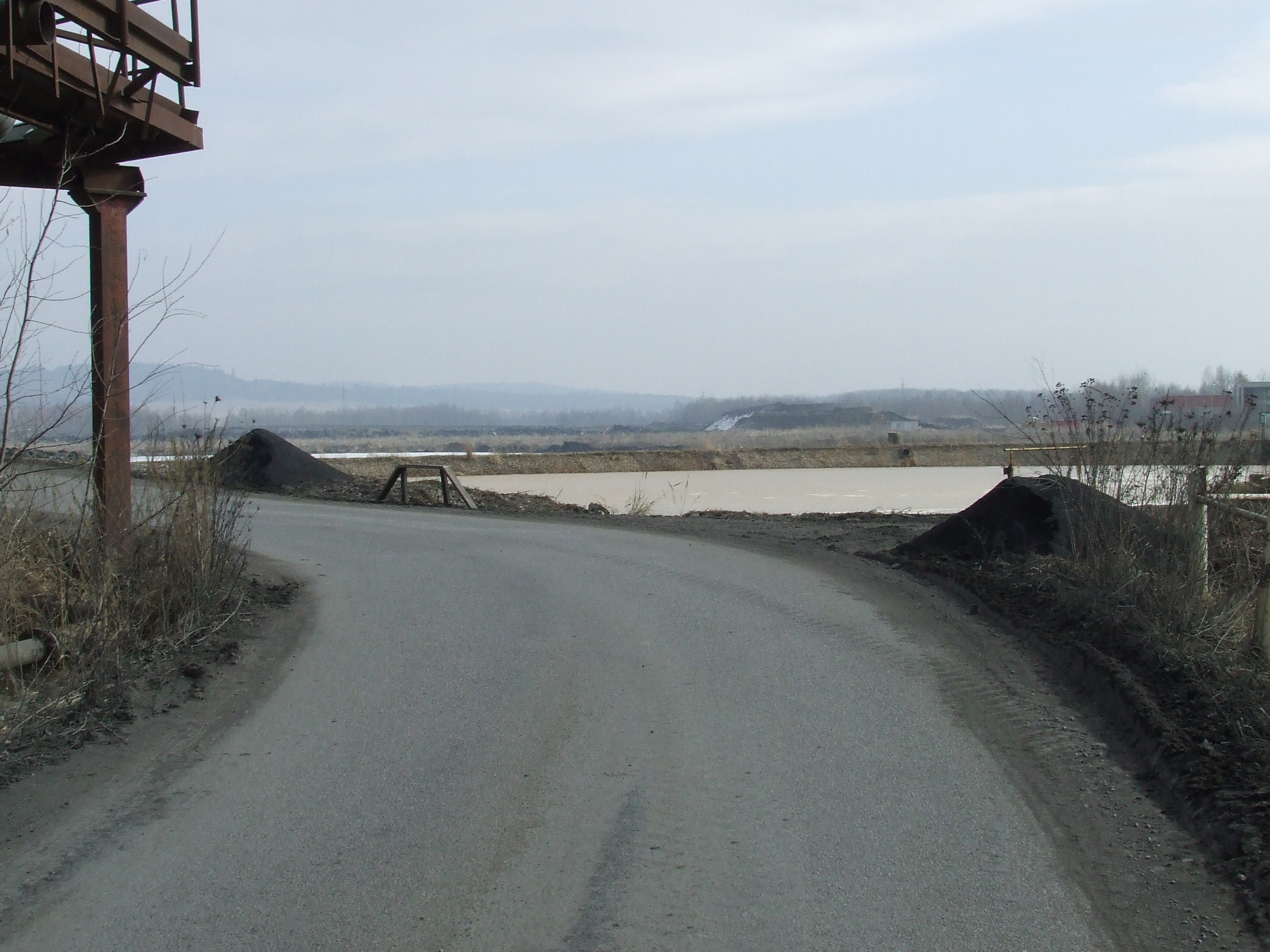
Odkaliště MAPE

MAPE Mydlovary (akronym pocházející ze slov MAgnezium PErchlorát, což je chloristan hořečnatý) je bývalá chemická úpravna uranové rudy, která se rozkládá mezi obcemi Mydlovary, Zahájí, Olešník, Nákří a Dívčice, poblíž města Zliv, cca 20 km od jaderné elektrárny Temelín, Českých Budějovic a Vodňan. Součástí areálu je 286 ha uranových odkališť, která představují jednu z nejzávažnějších ekologických zátěží v celé České republice.
V anketě Mladé fronty DNES Největší hrůza Jihočeského kraje, kterou tento deník vyhlásil v září 2007, obsadila MAPE druhé místo.

## Založení a provoz zpracovny uranových rud MAPE
Uranová ruda se v Mydlovarech ani v jejich okolí nikdy netěžila, byla přivážena nákladními vlaky z různých dolů Československa i ze zemí bývalé RVHP. Rudy s vyšším obsahem uhličitanů (původem z dolů v Rožné nebo Příbrami) byly louženy hydrogenuhličitanem sodným (alkalická linka), rudy se sníženým obsahem karbonátů (Zadní Chodov) kyselinou sírovou (kyselá linka). Po zahájení těžby na ložisku u obcí Hamr na Jezeře a Stráž pod Ralskem v severních Čechách se kyselá linka ještě dělila na normální a „tvrdou“, kde loužení probíhalo za vysokých koncentrací kyseliny (560 g 94% kyseliny sírové na 1 litr louženého materiálu).
Úpravna byla projektována na kapacitu 300 000 tun přepracované rudy ročně. Zkušební provoz byl zahájen v říjnu 1962, projektovaného výkonu bylo dosaženo v následujícím roce. Zpracovatelská kapacita dosáhla maxima v letech 1979-1983, kdy bylo upravováno přes 700 000 tun rudy ročně. V úpravně MAPE byly postupně vyvinuty a realizovány technologie pro zpracování materiálu ze všech československých ložisek uranové rudy. Provoz byl ukončen v roce 1991. Celý areál kromě hlavní budovy byl stržen.

## Ukládání kalů
V průběhu provozu úpravny MAPE bylo u Mydlovar zpracováno přibližně 16,7 miliónů tun uranové rudy. Následkem toho vzniklo několik odkališť o celkové rozloze téměř 300 ha, ve kterých je uloženo kolem 36 000 000 tun kalů (objem kalů 24 000 000 m3, objem vázané vody 17 000 000 m3). Odkalová pole vznikla převážně v prostorách po těžbě lignitu. Znečištěné zbytky z výrobního procesu byly bez další úpravy umístěny do odkališť, jejichž dno nebylo dostatečně zajištěno proti prosakování do podloží.

## Ekologická rizika

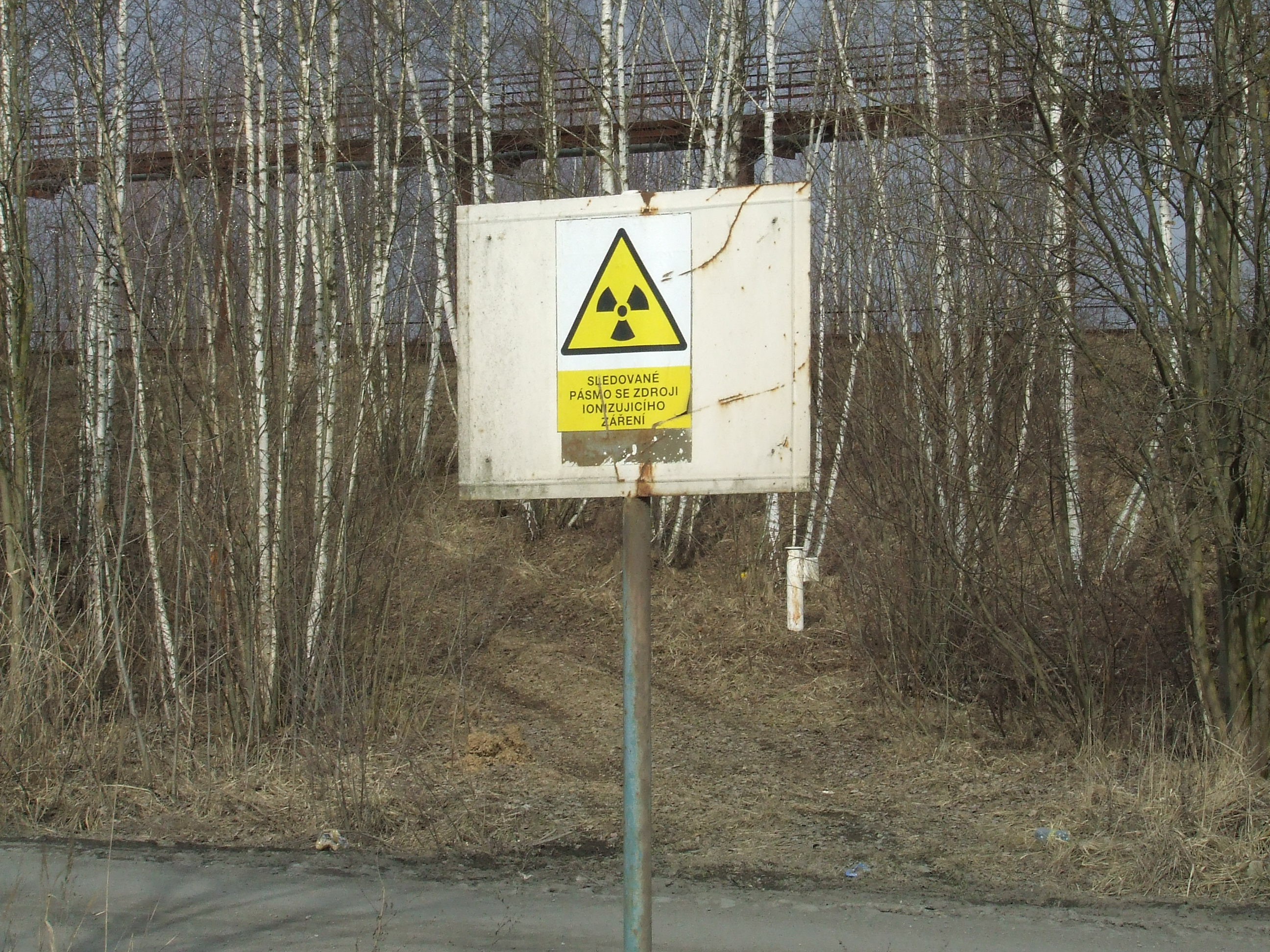
Varování před radiací v areálu MAPE

Z celkem vyrobeného množství 28 525 tun uranu ve formě diuranátu amonného zůstalo v odkališti přibližně 2 320 tun uranu a řádově Ra 226 o kumulativní aktivitě cca 14 Bq. Z tohoto důvodu je území sledováno kvůli potenciálnímu riziku emisí radonu a ostatních látek s obsahem přírodních radionuklidů. Nyní se radiační zátěž pohybuje na hranici přijatelného rizika a to zejména v okolí Mydlovar. 
Hlavními znečišťujícími látkami jsou těžké kovy a radioaktivní látky. V současné době existuje pod celou oblastí rozsáhlé pole kontaminovaných podzemních vod.
Nebezpečí pro životní prostředí představují zejména znečištěné podzemní vody, které svým přirozeným pohybem transportují kontaminující látky mezi obce Mydlovary a Zahájí. Druhým závažným rizikem je radioaktivní prach, který vítr přemísťuje do dalekého okolí.
Přes provedené sanace a vysoké investice do zajištění oblasti, odkaliště a bývalá zpracovna dodnes představují mimořádnou zátěž pro životní prostředí. Na problém upozorňují některé nevládní organizace, mj. Jihočeské matky.
V současné době dochází k tzv. sanaci lagun u Mydlovar, ke kterým se používají i popílky ze spaloven odpadů, které obsahují vysoké koncentrace řady toxických chemikálií např. dioxinů. Podle odhadů občanského sdružení Arnika končí ve firmě Quail provádějící „sanaci“ až čtvrtina všech popílků, které jsou vyprodukovány spalovnami v České republice.

## Neprůhledné zakázky
V dubnu 2012 internetový deník Aktuálně.cz upozornil, že státní podnik Diamo zadal tři zakázky na odstranění starých ekologických zátěží za 1,9 miliardy korun, ale podle veřejně dostupné zadávací dokumentace v soutěži mohou uspět jen firmy Energie a Geosan Group.